# Sperrya
Sperrya là một chi bướm đêm thuộc họ Geometridae.